# Heimbra pallida
Heimbra pallida är en stekelart som beskrevs av Stage och Roy R. Snelling 1986. Heimbra pallida ingår i släktet Heimbra och familjen kragglanssteklar. Inga underarter finns listade i Catalogue of Life.